# Fibromatose
Die Fibromatose ist eine gutartige Bindegewebswucherung, die oft aggressiv wächst und in die Umgebung infiltriert. Nach operativer Entfernung besteht ein hohes Rezidivrisiko. Die Geschwulstbildung geht meist von Myofibroblasten aus. Generell lassen sich oberflächliche nicht abgekapselte Formen mit Fibromen unter 5 cm von tiefliegenden Formen in Brust und Bauch unterteilen. Eine Entartung ist extrem selten.

## Einteilung
Die WHO gruppiert die Fibromatosen mit anderen Bindegewebstumoren und Fibromen als Klasse der „fibroblastisch-myofibroblastischen Tumoren“ und unterteilt nach histologischer Malignität in die Gruppen der benignen, der lokal aggressiven/intermediären, der selten metastasierenden/intermediären und der malignen Tumoren (die aber nur aus den Fibrosarkomen und Fibromyxoidsarkomen besteht).
Es gibt auch erbliche Formen wie beispielsweise die Infantile systemische Hyalinose und die Infantile Myofibromatose oder das Zimmermann-Laband-Syndrom.

## Oberflächliche Fibromatosen
Die verschiedenen Formen kommen häufig gemeinsam vor. Unterschieden werden je nach Lokalisation u. a.:
- Desmoid-Tumor in Muskelfaszien
- Fasciitis nodularis
- Fibromatosis colli als seltene Ursache eines angeborenen Schiefhalses mit Geschwulst im distalen Drittel des Musculus sternocleidomastoideus
- Hereditäre gingivale Fibromatose, Jones-Syndrom
- Palmar-Fibromatose (Morbus Dupuytren) in den Handinnenflächen mit charakteristischer Beugekontraktur der Finger.
- Plantar-Fibromatose (Morbus Ledderhose) an den Fußsohlen
- Penisverkrümmung (Induratio penis plastica, auch Morbus Peyronie genannt)

## Tiefe Fibromatosen
- Retroperitonealfibrose, auch Morbus Ormond, als Fibromatose zwischen dem hinteren Bauchfell (retroperitoneal) und der Wirbelsäule, die oft durch Einengung der Harnleiter (Ureter) zum Harnstau (Hydronephrose) in der Niere führt. Unterschieden werden sekundäre Formen, z. B. nach Bestrahlung, von einer primären Fibromatose, für die eine autoimmune Ursache diskutiert wird.[3]
- Sklerosierende Mediastinitis
- Sklerosierende Mesenteritis

## Aggressive Fibromatosen
Die sog. aggressiven Fibromatosen wachsen infiltrativ und sind schwierig, häufig nur verzögernd, zu therapieren. Bei der chirurgischen Entfernung ist ähnlich wie bei einer Tumoroperation eine Resektion weit im Gesunden (in sano) anzustreben. Der Erfolg muss histopathologisch gesichert werden. Gelingt es, bietet eine zusätzliche Strahlentherapie keinen Vorteil. Bei unvollständiger Entfernung und Schnitträndern im erkrankten Gewebe scheint eine zusätzliche Strahlentherapie Vorteile zu bringen und die Zeit bis zum Rezidiv verzögern zu können. Insgesamt sind Rezidive aber sehr häufig und die operationsassoziierten Komplikationen werden mit bis zu einem Drittel aller Fälle angegeben. Die Indikationsstellung muss daher individuell und gut abgewogen getroffen werden.